# Coelichneumon masoni
Coelichneumon masoni là một loài tò vò trong họ Ichneumonidae.